# Eleições estaduais em Mato Grosso em 2022
As eleições estaduais em Mato Grosso em 2022 aconteceram em 2 de outubro. Os eleitores aptos a votar elegeram um governador, vice-governador, um senador, 8 deputados federais e 24 estaduais. O atual governador em exercício é Mauro Mendes, do União Brasil (UNIÃO), governador eleito em 2018. Pela Constituição, o governador será eleito para um mandato de quatro anos a se iniciar em 1.º de janeiro de 2023, e com a aprovação da Emenda Constitucional nº 111, terá seu término em 6 de janeiro de 2027. Para a eleição ao Senado Federal, está em disputa a vaga ocupada por Wellington Fagundes, do PL, eleito em 2014. Mauro Mendes foi reeleito com ampla vantagem sobre Márcia Pinheiro, e Wellington Fagundes foi reeleito senador.

## Candidatos ao governo de Mato Grosso
| Candidato(a) a governador(a)                                                          | Candidato(a) a governador(a)                                                          | Candidato(a) a governador(a)                                                          | Candidato(a) a vice-governador(a)                                                     | Nº                                                                                    | Coligação /Federação | Tempo de horário eleitoral |
| ------------------------------------------------------------------------------------- | ------------------------------------------------------------------------------------- | ------------------------------------------------------------------------------------- | ------------------------------------------------------------------------------------- | ------------------------------------------------------------------------------------- | --- | -------------------------- |
|                                                                                       |                                                                                       | Moisés Franz PSOL                                                                     | Frank Melo PSOL                                                                       | 50                                                                                    | Sem coligação Federação PSOL REDE                                                                                       | 0:29                       |
|                                                                                       |                                                                                       | Mauro Mendes UNIÃO                                                                    | Otaviano Pivetta Republicanos                                                         | 44                                                                                    | Mato Grosso Avançando, sua Vida Melhorando UNIÃO, Republicanos, PL, MDB, PDT, PSB, PROS, PODE, Federação PSDB Cidadania | 5:29                       |
|                                                                                       |                                                                                       | Marcos Ritela PTB                                                                     | Alvani Laurindo PTB                                                                   | 14                                                                                    | Sem coligação PTB | 0:27                       |
|                                                                                       |                                                                                       | Marcia Pinheiro PV                                                                    | Vanderlucio Rodrigues PP                                                              | 43                                                                                    | Para Cuidar das Pessoas FE Brasil (PV, PT e PCdoB), PP, PSD, Solidariedade                                              | 3:34                       |
| Apresentação de acordo com a ordem da propaganda eleitoral e representação partidária | Apresentação de acordo com a ordem da propaganda eleitoral e representação partidária | Apresentação de acordo com a ordem da propaganda eleitoral e representação partidária | Apresentação de acordo com a ordem da propaganda eleitoral e representação partidária | Apresentação de acordo com a ordem da propaganda eleitoral e representação partidária | Apresentação de acordo com a ordem da propaganda eleitoral e representação partidária                                   | Sobras: 0:01               |

## Candidatos ao Senado Federal
| Candidato(a) a senador(a)                             | Candidato(a) a senador(a)                             | Candidato(a) a senador(a)                             | Candidatos a suplente                                               | Nº                                                    | Coligação /Federação | Tempo de horário eleitoral |
| ----------------------------------------------------- | ----------------------------------------------------- | ----------------------------------------------------- | ------------------------------------------------------------------- | ----------------------------------------------------- | --- | -------------------------- |
|                                                       |                                                       | Antônio Galvan PTB                                    | 1º: Pastor Jairo (PTB) 2º: Marli Franchini (PTB)                    | 144                                                   | Sem coligação PTB | 0:11                       |
|                                                       |                                                       | Dr. Jorge Yanai DC                                    | 1º: Paulo Cesar (Agir) 2º: Dr. Egberto Barros (DC)                  | 270                                                   | A Força do Bem DC, Agir                                                                                                 | Não possui                 |
|                                                       |                                                       | Feliciano Azuaga NOVO                                 | 1º: Nicacio Lemes Jr (NOVO) 2º: Mauro Japonês (NOVO)                | 300                                                   | Sem coligação NOVO | 0:09                       |
|                                                       |                                                       | José Roberto PSOL                                     | 1º: Enfermeiro Vanderley Guia (PSOL) 2º: Manoel de Melo (PSOL)      | 500                                                   | Sem coligação Federação PSOL REDE                                                                                       | 0:11                       |
|                                                       |                                                       | Kássio Coelho Patriota                                | 1º: Pastor Osmário Daltro (Patriota) 2º: Andrea Scheffer (Patriota) | 510                                                   | Sem coligação Patriota                                                                                                  | 0:10                       |
|                                                       |                                                       | Wellington Fagundes PL                                | 1º: Mauro Carvalho (UNIÃO) 2º: Rosana Martinelli (PL)               | 222                                                   | Mato Grosso Avançando, sua Vida Melhorando UNIÃO, Republicanos, PL, MDB, PDT, PSB, PROS, PODE, Federação PSDB Cidadania | 2:35                       |
| Apresentação de acordo com a representação partidária | Apresentação de acordo com a representação partidária | Apresentação de acordo com a representação partidária | Apresentação de acordo com a representação partidária               | Apresentação de acordo com a representação partidária | Apresentação de acordo com a representação partidária                                                                   | Sobras: 0:04               |

### Candidaturas indeferidas
O TSE indeferiu a candidatura de Neri ao Senado Federal.
| Candidato(a) á senador | Candidato(a) á senador | Candidato(a) á senador | Candidatos á suplente                                         | N°  | Coligação/Federação                                                        | Tempo de horário eleitoral |
| ---------------------- | ---------------------- | ---------------------- | ------------------------------------------------------------- | --- | -------------------------------------------------------------------------- | -------------------------- |
|                        |                        | Neri PP                | 1º: Professora Maria Lucia (PCdoB) 2º: Nilton da Fetagri (PT) | 111 | Para Cuidar das Pessoas PP, FE Brasil (PV, PT e PCdoB), PSD, Solidariedade | 1:40                       |

## Pesquisas

### Para governador
| Período     | Instituto                       | Amostragem | Mauro (UNIÃO) | Marcia (PV)            | Ritela (PTB) | Moisés (PSOL) | B/N | NS/NR | Vantagem |    |    |    |     |     |     |
| ----------- | ------------------------------- | ---------- | ------------- | ---------------------- | ------------ | ------------- | --- | ----- | -------- | -- | -- | -- | --- | --- | --- |
| Período     | Instituto                       | Amostragem | 13-18/08      | MT Dados MT-06513/2022 | 1 200        | 44%           | B/N | NS/NR | Vantagem | 6% | 3% | 1% | 14% | 32% | 38% |
| 21-26/08    | Ideia MT-08026/2022             | 1 000      | 46%           | 13%                    | 3%           | 5%            | 16% | 18%   | 33%      |    |    |    |     |     |     |
| 26-27/08    | RealTime Big Data MT-03215/2022 | 1 500      | 49%           | 8%                     | 6%           | 2%            | 15% | 20%   | 41%      |    |    |    |     |     |     |
| 28-30/08    | IPEC MT 03831-2022              | 800        | 53%           | 13%                    | 6%           | 1%            | 12% | 15%   | 40%      |    |    |    |     |     |     |
| 12/09-14/09 | IPEC MT-07150/2022              | 800        | 60%           | 15%                    | 4%           | 2%            | 9%  | 11%   | 45%      |    |    |    |     |     |     |
| 20-21/09    | RealTime Big Data MT-09789/2022 | 1 000      | 62%           | 17%                    | 5%           | 1%            | 8%  | 7%    | 45%      |    |    |    |     |     |     |
| 15-20/09    | MT Dados MT-01108/2022          | 1 200      | 63%           | 14%                    | 4%           | 1%            | 8%  | 10%   | 49%      |    |    |    |     |     |     |

### Para senador
| Período     | Instituto                       | Amostragem | Fagundes (PL) | Neri (PP)              | Galvan (PTB) | Azuaga (NOVO) | Yanai (DC) | Kássio (Patriota) | José (PSOL) | B/N | NS/NR | Vantagem |    |    |    |     |     |     |
| ----------- | ------------------------------- | ---------- | ------------- | ---------------------- | ------------ | ------------- | ---------- | ----------------- | ----------- | --- | ----- | -------- | -- | -- | -- | --- | --- | --- |
| Período     | Instituto                       | Amostragem | 13-18/08      | MT Dados MT-06513/2022 | 1 200        | 32%           | 10%        | 2%                | 1%          | B/N | NS/NR | Vantagem | 1% | 1% | 1% | 16% | 36% | 22% |
| 21-26/08    | Ideia MT-08026/2022             | 1 000      | 31%           | 12%                    | 5%           | 2%            | 4%         | 1%                | 1%          | 15% | 29%   | 19%      |    |    |    |     |     |     |
| 26-27/08    | RealTime Big Data MT-03215/2022 | 1 500      | 38%           | 9%                     | 5%           | 2%            | 2%         | 2%                | 1%          | 13% | 28%   | 29%      |    |    |    |     |     |     |
| 28-30/08    | IPEC MT-03831/2022              | 800        | 39%           | 10%                    | 4%           | 2%            | 4%         | 2%                | 4%          | 14% | 21%   | 29%      |    |    |    |     |     |     |
| 12/09-14/09 | IPEC MT-07150/2022              | 800        | 40%           | 14%                    | 4%           | 2%            | 3%         | 3%                | 4%          | 13% | 18%   | 26%      |    |    |    |     |     |     |
| 15-20/09    | RealTime Big Data MT-09789/2022 | 1 000      | 43%           | 15%                    | 4%           | 2%            | 2%         | 3%                | 3%          | 13% | 15%   | 28%      |    |    |    |     |     |     |
| 15-20/09    | MT Dados MT-01108/2022          | 1 200      | 41%           | 15%                    | 6%           | 1%            | 3%         | 2%                | 1%          | 10% | 23%   | 26%      |    |    |    |     |     |     |

## Debates

### Para governador(a)
| Data                   | Organizadores                       | Mediador(a)      | Mauro (UNIÃO) | Marcia (PV) | Ritela (PTB) | Moisés (PSOL) |
| ---------------------- | ----------------------------------- | ---------------- | ------------- | ----------- | ------------ | ------------- |
| 1º de setembro de 2022 | Primeira Página e Centro América FM | Aldair Santos    | Ausente       | Presente    | Presente     | Presente      |
| 27 de setembro de 2022 | TV Centro América                   | Luzimar Collares | Presente      | Presente    | Presente     | Presente      |

## Resultados

### Governador
Foram computados 1.889.012 votos, sendo 98.676 (5,23%) brancos e 162.124 (8,58%) nulos.
| Candidato(a)       | Vice                          | Coligação | Votos recebidos | Percentual |
| ------------------ | ----------------------------- | --- | --------------- | ---------- |
| Mauro Mendes UNIÃO | Otaviano Pivetta Republicanos | Mato Grosso Avançando, sua Vida Melhorando UNIÃO, Republicanos, PL, MDB, PSB, PROS, PODE, Federação PSDB Cidadania | 1.114.549       | 68,45%     |
| Marcia Pinheiro PV | Vanderlucio Rodrigues PP      | Para Cuidar das Pessoas FE Brasil (PV, PT e PCdoB), PP, PSD, Solidariedade                                         | 267.172         | 16,41%     |
| Marcos Ritela PTB  | Alvani Laurindo PTB           | Sem coligação PTB                                                                                                  | 233.543         | 14,34%     |
| Moisés Franz PSOL  | Frank Melo PSOL               | Sem coligação Federação PSOL REDE                                                                                  | 12.948          |            |

### Senador
Foram computados 1.298.767 votos sendo que foram 134.009 (7,1%) em brancos e 456.235 (24,15%) em nulos.
| Candidato(a)             | Suplentes                                                        | Coligação | Votos recebidos | Percentual |
| ------------------------ | ---------------------------------------------------------------- | --- | --------------- | ---------- |
| Wellington Fagundes (PL) | 1° Mauro Carvalho (UNIÃO) 2° Rosana Martinelli (PL)              | Mato Grosso Avançando, sua Vida Melhorando UNIÃO, Republicanos, PL, MDB, PSB, PROS, PODE, Federação PSDB Cidadania | 825.889         | 63,54%     |
| Antônio Galvan (PTB)     | 1° Pastor Jairo (PTB) 2° Marli Franchini (PTB)                   | Sem coligação PTB                                                                                                  | 337.003         | 25,95%     |
| Kássio Coelho (Patriota) | 1° Pastor Osmário Daltro (Patriota) 2°Andrea Scheffer (Patriota) | Sem coligação Patriota                                                                                             | 52.940          | 4,08%      |
| Feliciano Azuaga (NOVO)  | 1°Nicacio Lemes Jr (NOVO) 2° Mauro Japonês (NOVO)                | Sem coligação NOVO                                                                                                 | 33.167          | 2,55%      |
| Dr Jorge Yanai (DC)      | 1°Paulo Cesar (Agir) 2°Dr. Egberto Barros (DC)                   | A Força do Bem DC, Agir                                                                                            | 27.937          | 2,15%      |
| José Roberto (PSOL)      | 1° Enfermeiro Vanderley Guia (PSOL) 2°Manoel de Melo (PSOL)      | Sem coligação Federação PSOL REDE                                                                                  | 22.491          | 1,73%      |

### Deputados federais eleitos
Esses são os 8 deputados federais eleitos pelo estado de Mato Grosso.

Representação eleita
  PL: 4
  UNIÃO: 2
  MDB: 2

| Candidato(a)          | Porcentagem | Total de votos | Cidade natal               |
| --------------------- | ----------- | -------------- | -------------------------- |
| Fábio Garcia (UNIÃO)  | 5,7%        | 98.704 votos   | Brasília, Distrito Federal |
| Abílio (PL)           | 5,03%       | 87.072 votos   | Cuiabá, Mato Grosso        |
| José Medeiros (PL)    | 4,75%       | 82.182 votos   | Caicó, Rio Grande do Norte |
| Juarez Costa (MDB)    | 4,48%       | 77.528 votos   | Londrina, Paraná           |
| Emanuelzinho (MDB)    | 4,32%       | 74.720 votos   | Cuiabá, Mato Grosso        |
| Amália Barros (PL)    | 4,06%       | 70.294 votos   | Cuiabá, Mato Grosso        |
| Coronel Fernanda (PL) | 3,48%       | 60.304 votos   | Cuiabá, Mato Grosso        |
| Coronel Assis (UNIÃO) | 2,74%       | 47.479 votos   | Cuiabá, Mato Grosso        |

### Deputados estaduais eleitos
Esses são os 24 deputados federais eleitos pelo estado de Mato Grossoː
Representação eleita

Representação eleita
  UNIÃO: 4
  MDB: 4
  PSB: 4
  PT: 2
  Federação PSDB Cidadania: 2
  PL: 2
  PSD: 2
  Republicanos: 2
  PP: 1
  PTB: 1

| Deputado                  | Partido      | Votação      |
| ------------------------- | ------------ | ------------ |
| Janaína Riva              | MDB          | 82.124 votos |
| Max Russi                 | PSB          | 70.328 votos |
| Eduardo Botelho           | UNIÃO        | 51.998 votos |
| Nininho                   | PSD          | 50.875 votos |
| Lúdio Cabral              | PT           | 47.533 votos |
| Gilberto Cattani          | PL           | 44.705 votos |
| Dilmar Dal Bosco          | UNIÃO        | 42.156 votos |
| Sebastião Machado Rezende | UNIÃO        | 36.919 votos |
| Júlio Campos              | UNIÃO        | 33.800 votos |
| Thiago Silva              | MDB          | 30.506 votos |
| Faissal Calil             | Cidadania    | 30.240 votos |
| Fabinho                   | PSB          | 29.709 votos |
| Valdir Barranco           | PT           | 29.359 votos |
| Carlos Avalone            | PSDB         | 26.594 votos |
| Beto Dois a Um            | PSB          | 26.462 votos |
| Cláudio Ferreira          | PTB          | 26.234 votos |
| Diego Guimarães           | Republicanos | 25.907 votos |
| Dr. Eugênio               | PSB          | 25.378 votos |
| Valmir Moretto            | Republicanos | 25.207 votos |
| Dr. João                  | MDB          | 24.957 votos |
| Paulo Araujo              | PP           | 24.551 votos |
| Wilson Santos             | PSD          | 23.446 votos |
| Elizeu Nascimento         | PL           | 22.415 votos |
| Juca do Guaraná           | MDB          | 20.723 votos |